# Джон Марстон (персонаж)
Джон Марстон (англ. John Marston) — персонаж серії відеоігор Red Dead від Rockstar Games. Він є головним протагоністом відеогри Red Dead Redemption, в якій він повинен боротися із занепадом Дикого Заходу, будучи змушеним полювати на останніх вцілілих членів своєї старої банди в обмін на безпечне повернення його сім'ї федеральним урядом. Джон також є протагоністом Undead Nightmare, неканонічного доповнення на тему зомбі-апокаліпсису, і другорядним ігровим персонажем приквелу Red Dead Redemption 2. Остання гра розповідає про життя Джона в банді до її розпаду, а також про його спроби почати чесне життя з сім'єю.
Роб Вітофф грає Джона Марстона в обох іграх. У першій грі персонаж був розроблений як нюансований, сфокусований на сім'ї персонаж. Повертаючись до роботи над приквелом, Вітофф шукав натхнення у своїй молодості. Сценаристи відчули, що оригінальна роль Джона може бути обмежувальною у другій грі. Персонаж був добре прийнятий, багато критиків відзначали його зрілість, моральну складність і неоднозначність, а також прагнення до спокути, які були основними моментами першої гри.

## Створення
Роб Вітофф пройшов прослуховування на роль Джона Марстона, складаючи білизну і читаючи свої репліки. Він не знав, що це за гра, про яку тоді говорили лише як про «безіменний проєкт відеоігри». Він вважав, що прослуховування було марною тратою часу, але через кілька днів отримав роль. Процес зйомки включав одночасний запис рухів і мови, а невелика частина була виконана в кабінці для закадрового голосу. Вітофф працював над першою грою майже два роки, а основне виробництво тривало близько шести тижнів. Запис відбувався протягом декількох тижнів, після чого робилася перерва на місяць або два. За підрахунками Вітоффа, щодня записувалося близько 12-15 сцен. Знімальна група часто посилалася на сцени з попередньої гри Rockstar, Grand Theft Auto IV; Вітгофф вдавав, що тямить, перш ніж врешті-решт зізнався, що не грав у цю гру.
Джон був розроблений як нюансований персонаж у Red Dead Redemption, на відміну від явного лиходія чи героя, а також як «сім'янин». Карсон сказав, що Марстон «стоїть ногою як у старому світі, так і в світі, який мав би бути», і відчув, що персонаж став цікавим завдяки поєднанню цинізму і реалізму. Вітофф вважає, що ранні рішення в житті Джона були прямим результатом його потреби у визнанні, і що він міг не усвідомлювати своїх дій. Створення зовнішності Джона зайняло у команди «досить багато часу», але вони відчули, що це дозволило їм розвинути емоційний зв'язок з персонажем. Вітоффа попросили повернутися для створення DLC Undead Nightmare приблизно через місяць після переїзду до Сеймура, штат Індіана, з Лос-Анджелеса, де була записана перша гра; Undead Nightmare була записана в Нью-Йорку.
Розробляючи Джона в Red Dead Redemption 2, автори відчували, що його попередня зовнішність може бути для них обмежувальною, оскільки гравці вже встигли полюбити цього персонажа. Повертаючись до персонажа, Вітофф звертався до власного життя: він завжди шукав схвалення у друзів-чоловіків своєї старшої сестри, так само, як Джон шукає схвалення у решти членів банди. Він також черпав натхнення для створення образу Джона від «досить крутих чуваків» у своєму рідному місті.

## Характер та аналіз
Хоча маркетингові матеріали Red Dead Redemption представляли Джона як традиційного ковбоя - ізольованого і жорстокого, «білого, гетеронормативного, суворого індивіда» - його поведінка і амбіції в оповіданні загалом нетрадиційні. Його неоднозначність і внутрішній конфлікт призводять до того, що він демонструє «втому більше, ніж мужність». Незважаючи на це, Джон продовжує увічнювати стереотипи в деяких випадках; він продовжує рятувати життя у своїх місіях для уряду, незважаючи на свою запеклу опозицію до них, описану як втілення маскулінних ідеалів Теодора Рузвельта. Бенджамін Дж. Тріана визнав, що виклики Джона відображають виклики гетеросексуальних цисгендерних чоловіків у сучасну епоху. Метт Марджіні звинуватив Джона у «падінні через фальшиві обіцянки світу, побудованого на гіпермаскулінних ідеалах», що підкреслюється невдалими спробами Джона прийняти нову форму маскулінності та зіграти роль чуйного батька для свого сина Джека. Юхо Туомінен описав Джона як ідеаліста. Доктор Естер Райт визначила, що, хоча Джон не є відкритим расистом, його участь у нападі на індіанську резервацію втягує його в «мікромасштабне відтворення расистського, геноцидного насильства». Тріана писала, що корінні американці «стають жертвами злих соціальних сил у грі» через пріоритет Джона - возз'єднання з родиною.
Деякі дослідники відзначають, що, незважаючи на використання слова «спокута» (англ. Redemption) в назві першої гри, такий подвиг був неможливий для Джона. Хізер Александра з Kotaku вважає, що Джон здійснив свою спокуту, пожертвувавши собою, щоб врятувати свою сім'ю. Тріана виявив, що хоча смерть Джона «передбачає трансцендентність», вона не є відверто жертовною і не представляє Джона як героя. Він також вважає, що кінцівка дозволяє гравцеві правильно зрозуміти відмову Джона від суспільства та інституцій, що розвиваються, через страждання, яких він зазнав від уряду. Хоча насильницьке минуле Джона зробило його нездатним досягти спокути, воно також вплинуло на власну здатність його сина досягти американської мрії, оскільки він став злочинцем, як і його батько.

## Біографія персонажа
Джон Марстон народився у 1873 році. Його мати, повія, померла під час пологів, а батько, який осліп під час бійки в барі, помер, коли Джону було вісім років. Джон провів кілька років у дитячому будинку, перш ніж втік. Коли Джона погрожували лінчувати після того, як його спіймали на крадіжці у віці 12 років, його врятував Датч ван дер Лінде, який взяв його в свою банду і виховав. Коли Ебіґейл Робертс приєдналася до банди, вони з Джоном закохалися і у них народився син Джек.

### Red Dead Redemption 2
Події гри розгортаються у 1899 році, коли Джон вирушає у розвідку попереду банди, яка тікає від пінкертонів. Після того, як на нього напали вовки і він застряг у снігу, його рятують члени банди Артур Морґан і Хав'єр Ескуелла. Одужавши, він приєднується до банди для виконання деяких завдань, перш ніж спланувати і здійснити успішне пограбування поїзда. Під час невдалого пограбування банку Джона схопили й ув'язнили. Артур і Сейді рятують його, на превелике презирство Датча. Джон, як і Артур, дедалі більше насторожується через зростаючу параною та нерозсудливість Датча; захищаючи сім'ю Джона, Артур попереджає його, щоб він покинув банду, коли прийде час. Пізніше Датч залишає Джона помирати під час пограбування поїзда, але він повертається до табору, коли Артур протистоїть Датчу і Майці. Коли табір захоплюють пінкертони, Артур і Джон тікають. Джон повертається до своєї сім'ї за бажанням Артура.
Вісім років по тому, у 1907 році, Джон знаходить чесну роботу з Ебіґейл на фермі, але коли Джон дає відсіч бандитам, які погрожують йому та його роботодавцю, Ебіґейл їде з Джеком. Джон працює над тим, щоб повернути її, заробляючи достатньо грошей, щоб купити ділянку у Бічерз Хоуп. Він будує ранчо за допомогою Дядька і Чарльза, а Сейді забезпечує його роботою, щоб виплачувати кредити. Після повернення Ебіґейл Джон робить їй пропозицію. Разом із Сейді та Чарльзом Джон нападає на нову банду Майки, де вони знаходять Датча. У мексиканській перестрілці Датч несподівано стріляє в Майку, даючи Джону добити його, перш ніж піти. Пізніше Джон та Ебіґейл одружуються на своєму ранчо. У фінальній сцені гри федеральні агенти Едґар Росс і Арчер Фордгем спостерігають за ранчо Джона.

### Red Dead Redemption
У 1911 році Росс і Фордгем наказують Джону виступити в ролі мисливця за головами і затримати його колишніх друзів-розбійників. Щоб мотивувати Джона і переконатися, що він підкориться, агенти викрадають Джека й Ебіґейл, обіцяючи звільнити їх, коли Джон виконає свої зобов'язання. Джон співпрацює з багатьма людьми по всьому штату Нью-Остін, які допомагають йому штурмувати форт колишнього члена банди Білла Вільямсона. Коли Білл тікає до Мексики по допомогу до колишнього члена банди Хав'єра Ескуелли, Джон переслідує їх. Там Джон мимоволі втягується у громадянську війну між повстанцями та солдатами. Він неохоче працює на обидві сторони, прагнучи лише отримати інформацію про Білла та Хав'єра, але відмовляється від солдатів, коли ті зраджують його. Врешті-решт він знаходить Хав'єра, і гравець може вирішити, чи вбити його, чи видати агентам. Білла також вистежує і вбиває або Джон, або лідер повстанців Абрахам Рейес.
Коли Джон повертається, щоб забрати свою сім'ю, Росс каже йому, що він повинен вистежити Датча. Після кількох невдалих нападів на Датча та його операції, Джон та агенти штурмують його схованку. Джон переслідує Датча до урвища, де той стрибає зі скелі і таким чином накладає на себе руки. Коли його стара банда загинула, Джон із сім'єю повертається на своє ранчо. Він проводить деякий час, працюючи на ранчо, але незабаром на нього нападають американські солдати, і Дядька вбивають. Джон захищає свою сім'ю, але його застрелює банда солдатів і Росс. Його тіло ховають на схилі пагорба біля ранчо.

### Undead Nightmare
У Undead Nightmare, неканонічній альтернативній реальності на тему зомбі-апокаліпсису, Джон дізнається, що світ вражений вірусом, який повертає до життя мертвих, що відчувають смак до м'яса. Зв'язавши інфікованих Джека та Ебіґейл, Джон прагне знайти джерело чуми. Він їде до Мексики, де від монахині дізнається, що до цього може бути причетний Рейес. Джон вбиває зомбованого Рейеса і знаходить дівчину, яка розповідає, що Рейес осквернив кілька катакомб під урядовою будівлею і викрав стародавню ацтекську маску, порушивши порядок і випустивши на волю мерців. Джон і дівчина спускаються до гробниць і повертають маску. Джон повертається додому і дізнається, що його сім'я зцілилася. Через кілька місяців після смерті Джон повстає з могили, оскільки маску знову викрали, змусивши мертвих повстати; однак, оскільки Джон був похований зі святою водою, він є реваншистом, який все ще зберігає свою душу і здатність користуватися зброєю.

## Сприйняття
Персонаж Джон Марстон отримав схвальні відгуки критиків. Кіт Шоу з Network World описав його як «складного персонажа». Сет Шизель, пишучи для The New York Times, заявив, що «Джон і його творці створили настільки переконливе, цілісне і захоплююче переосмислення реального світу, що воно встановлює новий стандарт витонченості та амбіційності в електронних іграх». GamesRadar+ назвав персонажа одним із найкращих у поколінні, особливо відзначивши вразливість, зображену в його сімейному житті. Джейві Ґвалтні з Game Informer назвав Джона найкращим персонажем Rockstar, зазначивши, що складність його особистості робить його більш реалістичним, ніж більшість протагоністів. Брайан Альберт з IGN вважає Джона одним з «найкрутіших стрільців у відеоіграх», високо оцінюючи його майстерність і захисний характер. Ден Вайтхед з Eurogamer писав, що сценарій Undead Nightmare розумів дух своїх персонажів і збалансовував сардонізм і чесний пафос, і вважав, що його нюансоване ставлення до Джона Марстона зробило його «одним з найбільших персонажів ігор».
Перед виходом Red Dead Redemption 2 Хізер Александра з Kotaku висловлювала сумніви щодо повернення Джона, оскільки його минуле, яке залишалося невизначеним, зробило першу гру привабливою. Співробітники Game Informer вважають, що до кінця Red Dead Redemption 2 Джон перетворився на «людину, якою ми знали його в оригінальній грі: люблячого, вірного, благородного і трагічно приреченого». Дейв Мейклхем з GamesRadar+ написав, що кульмінація Red Dead Redemption 2 ефективно пояснює поведінку Джона в першій грі. Расс Фруштік з Polygon вважає історію Джона в епілозі гри більш мотивуючою, ніж історію Артура, оскільки його пошуки мають пряму мету. І навпаки, Пол Тассі з Forbes знайшов історію Джона менш цікавою, ніж історію Артура, після того, як провів з останнім стільки часу, частково через відсутність розвитку персонажа Джона. Джесс Джохо, що пише для Mashable, вважає Артура і Джона «практично взаємозамінними антигероями», відзначаючи розчарування відсутністю змінних тем між ними. Джеві Гвалтні з Game Informer вважав Артура Моргана кращим протагоністом, посилаючись на те, що Джон не розвивався протягом гри. Деякі гравці критикували патчі гри за зміну моделі персонажа Джона, вважаючи це «погіршенням», щоб більше нагадувати модель Артура.
За роль у Red Dead Redemption Вітофф отримав нагороду за видатну роль персонажа на 14-й щорічній церемонії D.I.C.E. Awards. Він був номінований за найкращу чоловічу роль на Spike Video Game Awards 2010 року, де Джон також був номінований на звання «Персонаж року». У 2013 році журнал Complex назвав гру Вітоффа однією з найкращих у відеоіграх, високо оцінивши розвиток персонажа.